# 功名が辻
『功名が辻』（こうみょうがつじ）は、司馬遼太郎の歴史小説。1963年（昭和38年）10月から1965年（昭和40年）1月にかけ、各地方紙に連載された。題名「功名が辻」の辻は「十字路、交差点、路上」という意味である。

## 概略
司馬作品には珍しく、後に良妻賢母の見本ともなった、千代という女性を主人公の1人にした作品となっている。牢人から織田家に仕官し、後に長浜城主、掛川城主を経て土佐藩主となった夫山内一豊の転戦、苦悩、そして出世と、それを支え続けた妻の千代を中心に、合戦を通じて信長、秀吉、家康の3人の天下人が絡んでくる。史実や大河ドラマ『功名が辻』と違って、千代の母が法秀院という設定になっており、作品中では千代自身が縫った小袖のエピソードなども盛り込まれている。

## あらすじ

一豊・千代夫妻と馬の像

天下へ突き進む織田信長の軍勢の中に、「ぼろぼろ伊右衛門」と呼ばれる山内伊右衛門一豊がいた。岩倉織田氏の家臣であった父を亡くし、仇敵である信長に仕官したそんな一豊のもとに、千代という美しい娘が嫁いできた。婚礼の夜、伊右衛門は一国一城の主となることを約束し、木下藤吉郎秀吉の引きもあって、負傷や苦戦を重ねつつも、千代の励ましもあって少しずつ出世の道を上って行き、信長の家臣ながら与力として秀吉に仕え、後に秀吉の家臣となる。信長の安土城が築かれつつあったある日のこと、京での馬ぞろえを前に、城下で駿馬を売る商人を見かけた一豊は、一旦は諦めたものの、話を聞いた千代は秘蔵の小判を差し出してその馬を手に入れるよう促す。その小判は、伯父である不和市之丞が、夫の大事な時に使うようにと千代に持たせたものだった。一豊は日頃から、手柄を得るために分にそぐわない多くの家臣を（千代の入れ知恵で）抱えていたため自身は貧乏続きであり、そんな自分に妻が秘密でへそくりを隠していた上、金を一方的にあてがわれる事に一時憤慨するが、千代の泣き落としにあって結局金を受け取って馬を買い、その後の京都御馬揃えにて名声を博した。
天正5年（1577年）、一豊は中国攻めにも従軍するが、その間に明智光秀が本能寺で信長を討つ。この知らせを聞いた秀吉は、急いで毛利方と和睦し、その後光秀打倒に走る。後に秀吉は後継者選びで柴田勝家と対立し、勝家を賤ヶ岳の戦いで破る。この時一豊は伊勢亀山城の包囲で、家臣の一人である五藤吉兵衛を失い、吉兵衛のためにも戦後の石高加増を望むが、加増は微々たるもので、その後一豊は登城もせず引きこもり、牢人したいと言い出すようになる。千代は笑巖という托鉢僧に一豊を説得するように頼み、笑巖は脇差で半ば脅すようにしながら、現実から逃げずに浮世の主人となれと一豊に諭す。結局一豊はその後の小牧・長久手の戦いの後、徳川家康と和睦し、関白となった秀吉から近江長浜城を賜り、二万石取りとなる。その後の地震で一人娘のよねを失い、一時は喪失感に襲われるも、その後再び秀吉について京に入る。その京では千代が手すさびに唐織の端切れを集めて縫った小袖が評判となり、夫である一豊のにも影響を与えることになった。

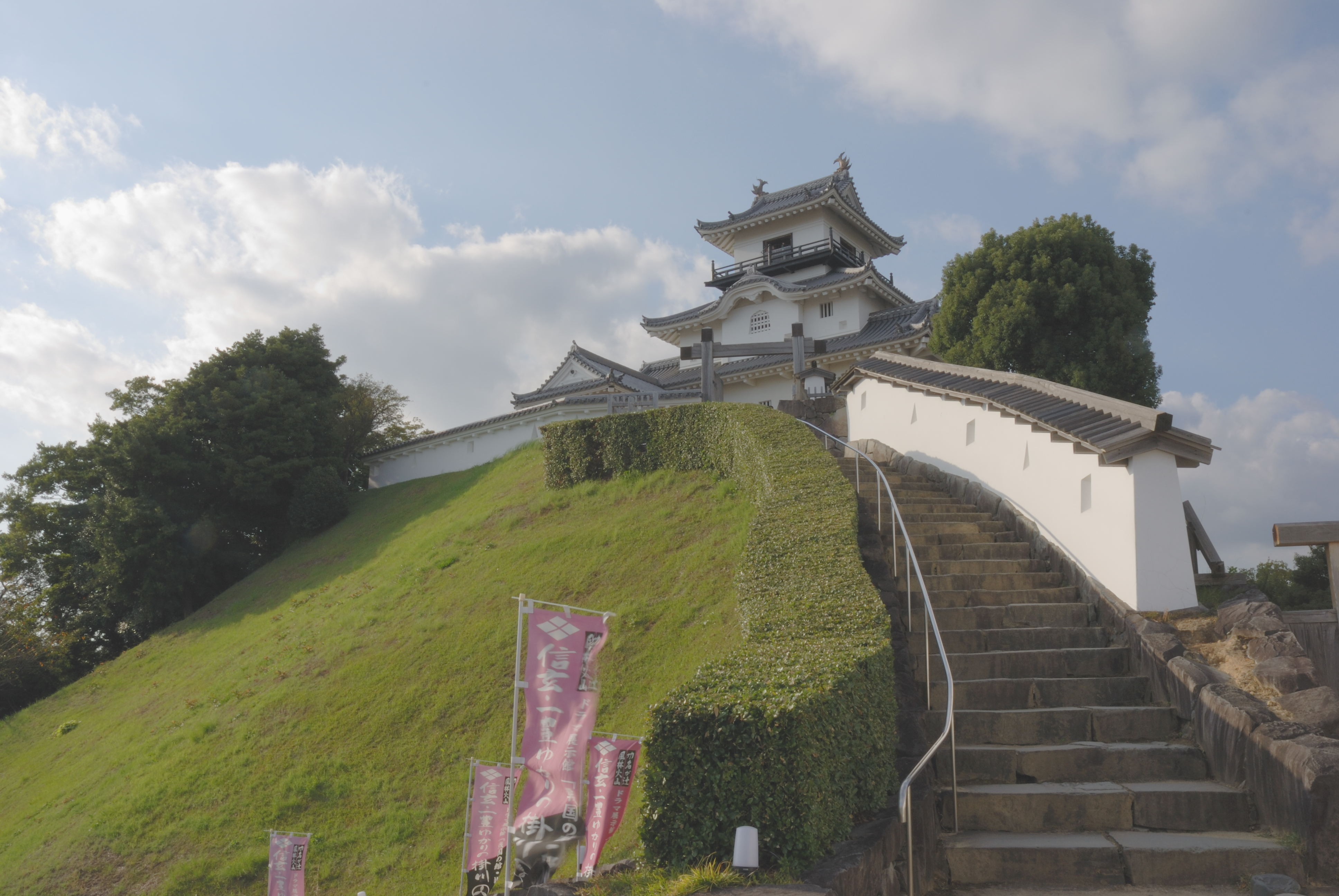
掛川城天守閣

しばらくして一豊の京都屋敷に捨て子があり、よねを失った夫妻はこの子に拾（後の湘南宗化）と名付けて、後継者にしようとするが、捨て子ということもあって思いとどまり、少年の時に出家させてよねの菩提を弔わせる。また一豊は、初めて異父弟である康豊を連れて秀吉の小田原征伐に従軍して、秀吉の攻めの才覚に舌を巻く。その後小田原の北条氏は降伏し、この地は家康のものとなる。また秀吉は、甥の秀次に関白職を譲るが、秀次の素行の悪さと秀頼の誕生から、秀次は疎まれて高野山で処刑され、妻妾と子供たちは三条河原で死刑にされた。その残酷さや、朝鮮出兵に多くの大名が出向いているさなかに、当の大名たちから金を集めての伏見城建設に、千代は秀吉への嫌悪感を募らせる。その秀吉は、千代を始め大名の夫人たちに懸想するようになり、また、側室の淀殿も千代を自分の派閥に入れようとするが、千代はそれらをうまくかわす。
秀頼のために金を湯水のように使い、仮装園遊会や醍醐の花見など派手な遊びを催した秀吉も老い、その年の端午の節句に倒れて、8月に他界して家康が事実上の支配者となる。同時に、石田三成の謀反の噂が駆け巡り、自重していた一豊も、旗幟を鮮明にせざるを得なくなる。動き出した家康は、一豊を始め、北政所派の大名を取り込んで対三成色を鮮明にして行き、小山評定で一豊は、他の大名同様に自らの城を家康に明け渡す決意を述べる。そんな折、大坂の千代に文箱入りの書状が届けられた。文箱の書状は三成挙兵の知らせと思われたが、千代は開封せず、夫に家康への忠誠を尽くすよう記した自筆の手紙を二部作り、一部を文箱に入れ、もう一部を、使者の田中孫作の笠の緒に編み込んで届けさせた。一方で一豊からも、千代を石田支配下の大坂から逃すべく市川山城が使わされた。家康に与する大名の妻子を人質に取っていた三成は、細川ガラシャの自刃によりその策を捨て、家康を追って東へ大軍を進める。

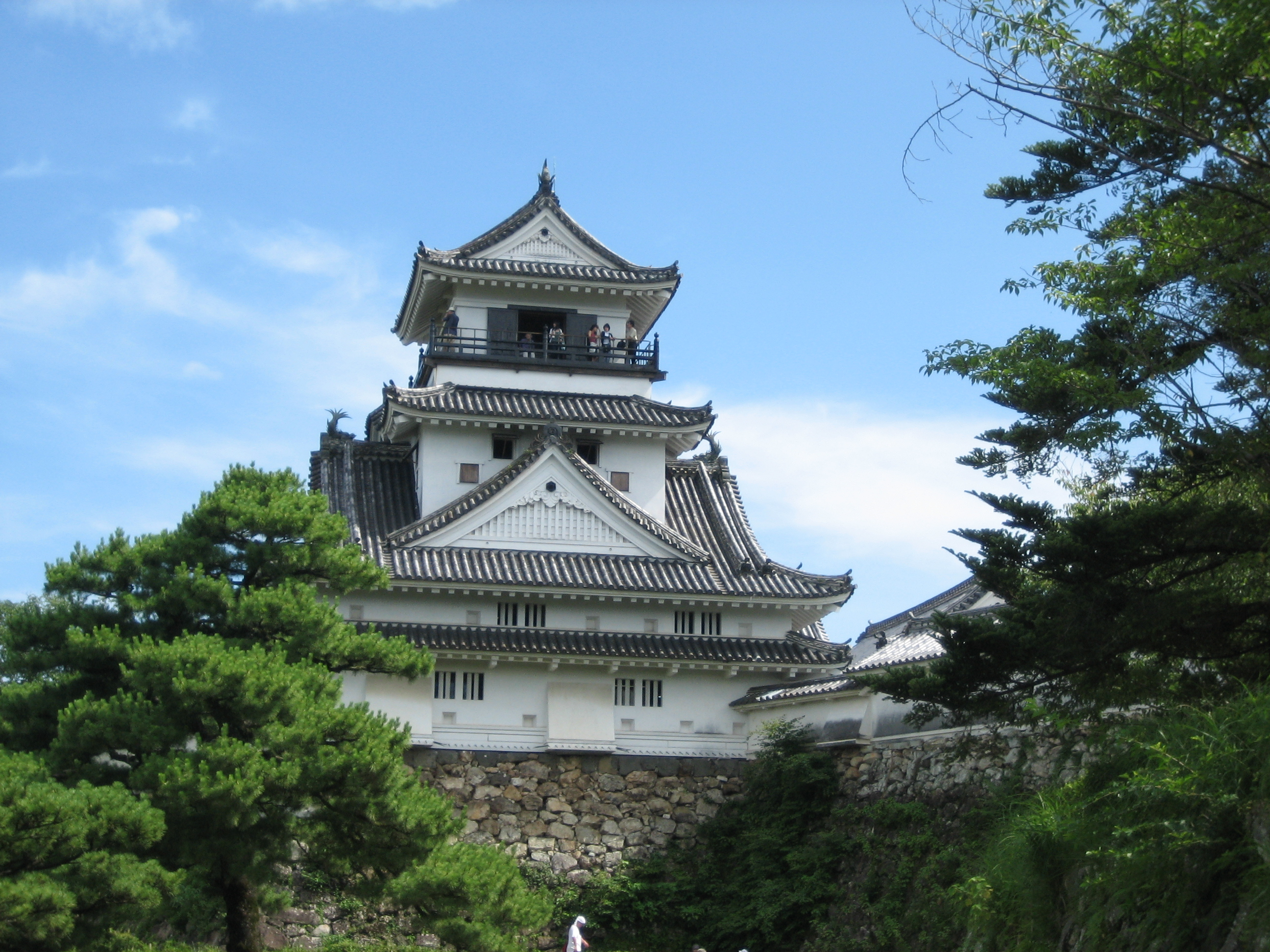
高知城天守閣

慶長5年（1600年）9月15日（西暦1600年10月21日）、ついに家康の東軍と三成の西軍は関ヶ原の戦いで相まみえる。当初は西軍有利であったが、西軍の中から裏切りが出始め、足並みが揃わなくなってついには敗走し、家康は名実ともに天下を掌握する。戦後の大名の転封で、一豊は土佐国二十万石を与えられる、関ヶ原そのものではさほどの働きもなかったが、戦前に掛川城を明け渡したのを評価されての論功行賞であった。しかし土佐は長曾我部氏の侍、それも一領具足と呼ばれる半農半兵の力が強く、長曾我部家を守るために武力衝突も辞さない構えで、一豊は忍び同然で土佐入りし、城を改築し、城下を整える準備をする。また、言うことを聞かない侍たちを処刑し、新国主として厳しい構えも辞さない姿勢を見せる。千代は夫の強硬なやり方には不満があったが、養子である湘南和尚は、この状況では武断政治もやむをえないと千代に告げる。一領具足に手を焼く一豊は徳川方から国主失格の烙印を押されるのを恐れるあまり、相撲大会と称して有力な一領具足を種崎浜に集め、そこで一挙に騙し討ちにした。これを機に国人の反抗は沈静化するが、無実の者も構わず粛清する一豊に千代は深く失望した。
一豊は百々越前守に命じて治水工事、土地造成を行ったのち高知城を築き、慶長10年（1605年）、評定中に61歳で高知城で世を去った。千代はその後京に移り住み、権力の帰趨を見届けた後、元和3年（1617年）に、夫と同じ61歳で没した。

## 登場人物

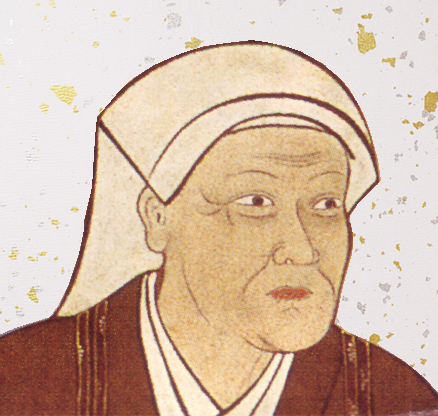
見性院（千代）肖像画

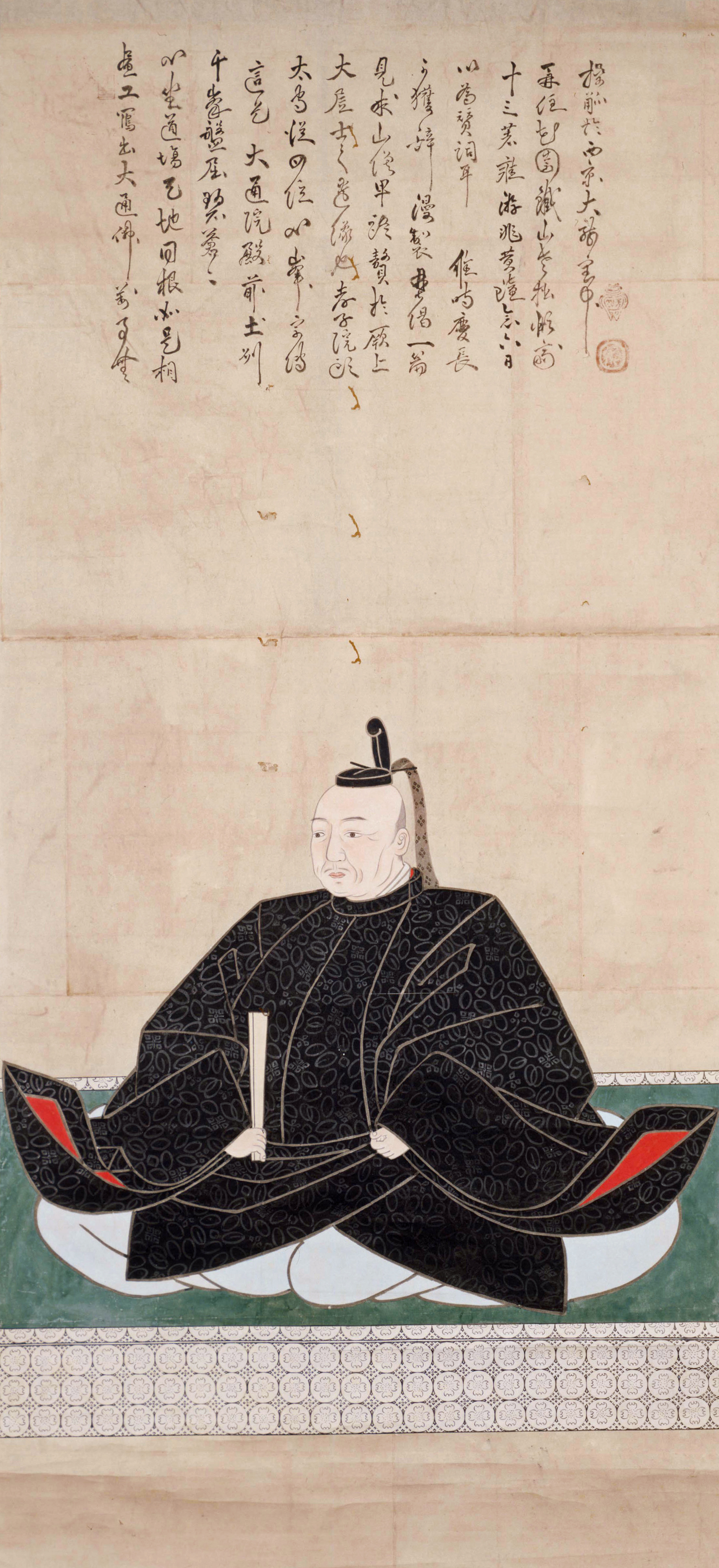
山内一豊肖像画

千代
主人公の1人で、山内一豊の妻。美人で年を重ねても若々しい姿を保った。本作品中では法秀院の娘という設定。誠実だが凡庸な夫一豊をうまく励まし、またはおだてて徐々に出世させ、ついに一豊は土佐藩主にまでなる。
山内一豊
千代と並ぶこの物語の主人公。元々山内家は岩倉織田氏の家老職にあったが、信長の岩倉城攻めで父を失い牢人の末、敵である信長に仕え秀吉に目を掛けられる。篤実で大言壮語ができない性分で、千代や家臣に助けられ、近江長浜城主から掛川の城主、そして土佐の国主となる。
五藤吉兵衛
新右衛門と並ぶ、一豊の父盛豊のころからの郎党。機転が利き、一豊の牢人時代を助け、織田家仕官の後は新右衛門共々一豊の手足となって働き、亀山城攻めで討ち死にする。
祖父江新右衛門
五藤吉兵衛と共に、一豊の父盛豊のころから山内家のために尽くす。吉兵衛と大いにウマが合う。祖父江家も吉兵衛の五藤家と並んで、幕末まで山内家に仕える。
織田信長
尾張清州城主から身を興し、天性の勘と合戦のうまさ、あらゆることに妥協しない性格で天下を手中に収める。しかし家臣である明智光秀に一瞬のすきを突かれ、京滞在中に宿の本能寺を襲われ自刃する。
羽柴（豊臣）秀吉
尾張の農民の子として生まれ、才覚と人使いのうまさで、人蕩しと言われながらも、信長の従者から出世を重ねて、後に天下人となり、聚楽第や大阪城を築く。一豊が織田家に仕官した時も早々に目をつけ、自分の与力として使う。千代を狙うという好色な一面もあった。
寧々
または「おね」。尾張の足軽の娘で、秀吉の妻。千代とは織田家の侍屋敷に住んでいたころからの親友である。お調子者で女好きな夫に手を焼きつつも、その夫をうまく操って天下人とする。秀吉亡き後は出家して高台院となり、家康やその一派の大名に接近する。
徳川家康
岡崎城主松平広忠の子で、幼いころは織田家の人質であった。後に浜松城主、駿府城主となり、小田原攻めの後は秀吉から与えられた関東を支配する。秀吉の没後、関ヶ原の戦いで、一豊や他の秀吉子飼いの大名を味方に引き入れて勝利し、一豊を土佐の国主に任じる。
石田三成
近江の石田村で生まれ、後に秀吉に仕え、佐和山城を与えられる。近江長浜で育った淀殿との相性がよく、一豊をはじめとする家康一派の大名とは仲が悪い。この軋轢が後に関ヶ原の戦いに発展する。
小りん
女忍び。近江から撤退した信長軍内の一豊の宿舎を訪れ、その場で一豊は生涯に一度の浮気をしてしまうが、彼女を通じて望月六平太と知り合い、様々な諜報を得る。
望月六平太
甲賀の忍び。小りんを通じて様々な諜報活動を行い、一豊の手助けをする。一時は食客として山内家の屋敷にも滞在していた。一豊に家臣として仕えることを勧められるが、気楽な身の上がよいと断る。

## 史実の部分
草鞋の五藤
金ヶ崎の戦いで、朝倉家の家臣三段崎勘右衛門が放った矢が一豊の頬を射抜き、五藤吉兵衛が一豊の顔を踏んで抜いたという話があるが、その矢の矢じりは現存し、安芸市の歴史民俗資料館に展示されている。その時吉兵衛がはいていたとされるわらじも同資料館にある。

## 史実との関連
千代の出自には複数の説があり、ひとつは近江の土豪である若宮氏を出自とするもの、細川氏の出身、不破市三郎の娘とする説もある本作では執筆当時に知られていた美濃不破氏説が採用されている。また、美濃の豪族東家系（要出典）遠藤氏の系譜という説もある。これは本作品が執筆された後に出て来た説である。また生誕地は郡上市とも言われるが、2006年の大河ドラマでは米原市飯村に設定されている。また名前も千代の他にまつとする説もある。
土佐入国後は、長曾我部氏の家臣との対立にも悩まされた。土佐山内家宝物資料館の渡部淳館長によれば、種崎浜で反抗する領民を虐殺したことも、戦国時代では珍しくはなかったとされるが、土佐では山内家は進駐軍のような見方をされるといわれ、この対立感情が幕末まで尾を引くことになる。
山内氏18代当主山内豊秋は、この作品を以下のように批判している。
司馬遼太郎さんの『功名が辻』では、愚図な駄目男とされ、土佐守になると、賢夫人のコントロールが効かなくなり、暴虐を尽くす。小説としてはおもしろいが、これでは一豊夫妻のセールス・ポイントが消滅してしまう。一豊夫妻は一生緊密であり、夫人の政治感覚や晩年、禅の達人であることなどは別としても、一豊自体、剛将・謀将にして、また政治・経済・農政・土木に長じ、さらに鉄砲や蹴鞠まで嗜む万能選手で、わが家の歴代ではピカ一である。難治の土佐統治も、やり抜いたと目される。小説であっても、歴史小説であるからには、史実の中核を抹殺するがごときフィクションを記してよいものか。乃木大将の旅順攻略を、戦術の無能者として断ずることへの世人の反発とともに、史料不足か早とちりである。敬愛する司馬さんに盾突きたくないが、この件は先祖のために反論しておきたい。—
以上の点に関しては、作者の司馬自身が「若いころに書いた作品で、自分でも不満があった」と言っている。しかしその後、19代当主の山内豊功は、2006年に大河ドラマ化された作品を見て、「豊臣秀次や堀尾吉晴、中村一氏という、これまであまり登場することのなかった人物が出てきて面白い」「脚本家ががんばっている」と述べ、また原作に関しては「小説と史実は異なるもの」として、「判断力がなければ戦国の世は生き残れず、やはり一豊はピカイチだった」と語っている。
種崎浜の一領具足粛清について
土佐入国後、長曾我部氏の家臣との対立にも悩んだ山内一豊が「相撲大会」と称して種崎に一領具足を集めて虐殺したというエピソードが物語の終末に描かれる。史実では、慶長5年（1600年）11月に、徳川・山内による土佐収公に反発した長曾我部旧臣による浦戸一揆が発生したのち、翌慶長6年（1601年）に一豊が土佐に入国し、その直後の同年3月、山内側は桂浜で相撲大会を開催し、この際に見物に集まった浦戸一揆関係の一領具足73人を逮捕し、種崎浜で処刑した。その後、慶長8年（1603年）に長曾我部旧臣による大規模な滝山一揆が起きている。一方、『功名が辻』では、浦戸一揆、本山一揆（滝山一揆に比定）の後に相撲大会の事件が起きたと描かれた。相撲大会の件は完全なフィクションではないが、史実とは順番が異なっている。

## 出版と映像化

### 出版
1963年（昭和38年）10月から1965年（昭和40年）1月にかけ、各地方紙に連載され、同65年に文藝春秋新社で刊行された要出典。
- 「初版」（上下巻、文藝春秋新社、1965年）
  - 「改訂版」（上下巻、文藝春秋、1974年）
- 初版文庫判（文春文庫全4巻、1976年）
  - 新装文庫判（同上、2005年2月－3月）
- 『司馬遼太郎全集　第9巻』（文藝春秋、初版1981年）

### 映像化
テレビドラマ
- 戦国夫婦物語『功名が辻』（1966年、NET（テレビ朝日の前身）　千代：団令子、一豊：三橋達也）
- 国盗り物語（1973年、NHK大河ドラマ原作の一部となった、千代：樫山文枝、一豊：東野英心）
- 司馬遼太郎の功名が辻（1997年、木曜時代劇、テレビ朝日・東映　千代：檀ふみ、一豊：宅麻伸）
- 功名が辻（2006年、NHK大河ドラマ　千代：仲間由紀恵、一豊：上川隆也）